# Metabolischer Stress
Metabolischer Stress ist eine Belastung des Stoffwechsels (Metabolismus) durch exogene Faktoren (Verletzung und/oder Krankheit). Hypermetabolismus (gesteigerter Stoffwechsel) und (verletzungsbedingter) Katabolismus kennzeichnen die metabolischen Veränderungen infolge einer Stressreaktion.
Metabolischer Stress betrifft alle Körpersysteme auf unterschiedliche Weise: Er hemmt die Fähigkeit des Immunsystems den Körper gegen Eindringlinge zu schützen, verlangsamt die Wundheilung und kann die Muskelkraft vermindern. Die Heilungsmöglichkeiten sind erhöht, wenn der Patient eine adäquate medizinische und nährstoffgerechte Versorgung erhält, um Sepsis und Organversagen zu verhindern.
Als Antwort auf Belastung werden Zellen der körpereigenen Abwehr (Monozyten, Makrophagen, neutrophile Granulozyten), Hormone, Zytokine und Botenstoffe vermehrt gebildet.

## Metabolische Faktoren
Unter anderen
- Körpergewicht
- Body-Mass-Index (BMI)
- Blutzuckerwert
- HbA1c
- Insulinwert
- Blutfettwerte
- Biomarker des oxidativen Stresses
- Entzündungswerte
- Lactat

## Stoffwechsel
Der Stoffwechsel gliedert sich in Protein-, Kohlenhydrat- und Fettstoffwechsel:

### Proteinstoffwechsel
Die Proteine (Eiweiße) bestehen aus Aminosäuren. Diese bestehen zum Teil aus Stickstoff. Im Stressstoffwechsel ist der Gesamtproteinumsatz erhöht (d. h. der Energieaufwand steigt), jedoch ist die Synthese- (Neubildungs) Rate in geringerem Ausmaß als die Abbaurate gesteigert. Bevorzugt wird Muskelmasse abgebaut: Erhöhte Cortisol- und Katecholaminspiegel bewirken einen vermehrten Proteinabbau. Dem Insulin kommt bei der Regulation des Proteinstoffwechsels unter Stressbedingungen eine besondere Rolle zu. Man kann grob das Insulin als „anaboles Hormon“ (Aufbau von Fett, Glykogen, Eiweiß wird gefördert, Stickstoffbilanz wird positiv) den „katabolen Hormonen“ (Stresshormone = „antiinsulinäre Faktoren“) gegenüberstellen. Die wichtigsten Stresshormone sind Katecholamine, Glukagon und Cortisol.

### Kohlenhydratstoffwechsel
Kohlenhydrate stellen das bedeutendste Substrat für die Energiegewinnung dar. Der Mensch verfügt jedoch nur über begrenzte Kohlenhydratvorräte in Form von Glykogen, die wenige Stunden überbrücken können. Kennzeichnend für den Stressstoffwechsel ist, dass Glukose bevorzugt anaerob bis zum Laktat und Pyruvat abgebaut wird. Insulin und Corticosteroide (Cortisol) verhalten sich antagonistisch (Cortisol ↑ — Insulin ↓).
Im Stressstoffwechsel entsteht unter dem relativen Insulinmangel und dem Phänomen der Insulinresistenz eine metabolische Situation, die der des Diabetes mellitus Typ 2 ähnelt. Es kommt zu einer Glukoseverwertungsstörung und damit zu einem Energiemangel der Zellen. Dies wiederum führt zur Reduktion der Verfügbarkeit von Transmittern. Durch Einstellung einer Normoglykämie kann eine Verbesserung der Regulation metabolischer Prozesse erreicht werden.

### Fettstoffwechsel
Im menschlichen Organismus werden Fettsäuren überwiegend als Triglyzeride gespeichert. Der Umsatz von Triglyzeriden und Fettsäuren ist im Stressstoffwechsel gesteigert. Nahezu alle Gewebe können ihren Energiebedarf durch die Verbrennung von Fettsäuren decken.

## Phasen des metabolischen Stresses
| ebb phase           | Beginn des metabolischen Stresses; Energie wird sofort nach der Verletzung konserviert |
| acute flow phase    | Die Energie-Anforderungen steigen, zum Teil deutlich                                   |
| adaptive flow phase | Beginn des Heilungsprozesses                                                           |

## Lokale Antwort
Die „lokale“ Antwort nach einem Trauma erfolgt rasch und führt zur Störung der zellulären Vitalität in der Verletzungszone. Diese frühe Reaktion des Gewebes wird überwiegend durch vaskuläre Veränderungen hervorgerufen, die durch eine erhöhte Gefäßpermeabilität gekennzeichnet sind. Durch Stress und Medikamente sind ferner die Funktionen von Magen und Darm erheblich eingeschränkt.

## Systemische Antwort
Ein Trauma induziert auch eine hyperinflammatorische (überentzündliche) Reaktion des Organismus, es kommt zu einer generalisierten Immunsuppression (Abwehrschwäche).
Zusätzlich führen die Hormone Cortisol, Katecholamine (Adrenalin), Prostaglandin sowie Interleukine zu einer Schwächung der zell-vermittelten Immunantwort. Infektionsrisiko und Blutgerinnungsstörungen steigen. Die systemischen entzündlichen Prozesse sind prinzipiell bei der Überwindung des Traumas sinnvoll. Unmittelbar nach einem Trauma werden alle Stoffwechselvorgänge so umgestellt, dass schnell verfügbare Energieträger bereitgestellt werden. Diese Energieträger sind vor allem Glukose und Freie Fettsäuren (FFS: nicht-membranbildende Lipide). Im Fettgewebe kommt es zu einer Stimulation der Lipolyse, während gleichzeitig im Muskel Proteolyse und Aminosäureabgabe stimuliert werden. Die Aufnahme von Glucose ist in beiden Geweben gehemmt, vor allem durch die fehlende insulininduzierte Expression des GLUT4 Transporters. Die Glykogensynthese in Hepatozyten ist gesteigert. Der Abbau von Aminosäuren führt zu einer gesteigerten Harnstoffsynthese und Ausscheidung.